# Quintín Quevedo
Quintín Quevedo Ferrari (Caminiaga, Provincias Unidas del Río de la Plata, 31 de octubre de 1825 – Puno, Perú, 24 de agosto de 1876) fue un militar boliviano que alcanzó notoriedad tras apoyar a Mariano Melgarejo en el derrocamiento del presidente José María de Achá en 1864. Además, se destacó como uno de los primeros exploradores de la Amazonía boliviana, recorriendo el río Madeira y la frontera de los llanos de Moxos.
En 1872, Quevedo organizó una expedición armada desde Valparaíso, Chile, lo que generó una crisis internacional que, según diversas interpretaciones historiográficas, habría motivado la firma del tratado secreto de alianza entre Perú y Bolivia contra Chile. Este pacto se activó tras la ocupación chilena de Antofagasta y del departamento del Litoral boliviano, lo que desencadenó la Guerra del Pacífico.
Tras la caída de Melgarejo, Quevedo conspiró de manera persistente contra los gobiernos de Agustín Morales, Adolfo Ballivián y Tomás Frías. Fue finalmente derrotado por este último en la batalla de Chacoma, en la que el propio Frías, ya anciano, encabezó las tropas gubernamentales. No obstante, al igual que su fracasada expedición a Cobija, la rebelión de Quevedo en 1875 tuvo un profundo impacto en la política nacional, provocando una oleada de levantamientos que culminaron con la quema del Palacio de Gobierno ese mismo año. La debilidad institucional resultante facilitó el golpe de Estado de Hilarión Daza en 1876. La actuación de Quevedo fue decisiva en un periodo clave de la historia boliviana, marcando el devenir del país en tan solo cuatro años.

## Primeros años de vida
Quintín Quevedo nació el 31 de octubre de 1823 en la localidad de Caminiaga, cercana a la ciudad de Córdoba, en la actual Argentina. Otra fuente afirma nació el 13 de octubre de 1825. Fue hijo de Rafael Quevedo y Carmen Ferrari. Su padre había apoyado la causa patriota en la Real Audiencia de Charcas durante las guerras de independencia hispanoamericanas, lo que provocó su exilio a la República Argentina. Tras la consolidación de la independencia de Bolivia, la familia regresó al país.
Su infancia transcurrió entre las ciudades de La Paz y Cochabamba, hasta que, a los 13 años (1836), Quintín fue enviado a Chile para estudiar en el Instituto Nacional General José Miguel Carrera de Santiago. En 1841, Quevedo regresó a Bolivia, coincidiendo con la Batalla de Ingavi. Inspirado por este acontecimiento, escribió un poema titulado Canto a Ingavi, el cual fue bien recibido por sus contemporáneos. Durante una gira por las principales ciudades del país, el presidente José Ballivián tomó conocimiento del joven poeta y lo invitó a incorporarse a la guarnición local con el grado de subteniente.

## Carrera militar
Quevedo aceptó la invitación y optó por incorporarse al ejército como oficial de artillería. Se le encomendó la apertura de una academia especializada en la instrucción de unidades de artillería en la localidad de Viacha. Sin embargo, este proyecto se vio interrumpido por la repentina rebelión de Fructuoso Peña en 1843. A pesar de ello, Quevedo continuó ascendiendo rápidamente en la jerarquía militar. Para 1844 ya había alcanzado el grado de capitán. En 1846 contrajo matrimonio con Modesta Carrasco, única hija del general Manuel Carrasco.
En 1847, el presidente José Ballivián enfrentó una serie de rebeliones en diversas regiones del país. Uno de sus principales opositores fue el general José Miguel de Velasco, causa a la que se unió Quevedo. Participó en la rebelión de Santo Domingo en Cochabamba, la cual se pronunció abiertamente en contra del gobierno de Ballivián y declaró su apoyo a Velasco.
En 1848, Quevedo fue ascendido al grado de teniente coronel y, en 1855, alcanzó el rango de coronel. Tras abandonar la carrera militar, se dedicó a la vida pública, desempeñándose como munícipe en la ciudad de Cochabamba y como diputado por la provincia de Mizque en las asambleas legislativas de 1855, 1856 y 1857.
En 1860, siendo partidario de Manuel Isidoro Belzu y Jorge Córdova, Quevedo lideró una campaña contra el gobierno del presidente José María Linares. Debido a esto fue desterrado al Perú por orden del presidente Linares. Desde entonces, se mantuvo activo en la política como un ferviente revolucionario. Fue capturado en Huanocollo, en la provincia de Aroma, mientras encabezaba un destacamento de las fuerzas belcistas y posteriormente condenado a muerte por un consejo de guerra reunido en noviembre de 1860. Sin embargo, la pena fue conmutada por diez años de confinamiento. Exiliado en el departamento del Beni, Quevedo permaneció allí durante varios años en condición de proscrito. Ahí exploró extensamente la región en condiciones climáticas adversas y en medio de tensiones con poblaciones indígenas. Durante su estancia, concibió un ambicioso proyecto para canalizar las cachuelas afluentes del río Madeira, el cual expuso posteriormente en dos folletos considerados de relevancia por la información técnica que aportaban.

## Carrera política
Debido a su cercanía con el presidente Mariano Melgarejo, Quevedo fue designado en mayo de 1866 como prefecto del Distrito del Litoral, con sede en Cobija. Abandonó el puerto el 7 de julio de 1867, pocos días después de concluir su Memorándum. Posteriormente, fue enviado como representante diplomático y ministro plenipotenciario de Bolivia ante Brasil, Argentina y Uruguay. Durante su tránsito por Lima, recibió nuevas instrucciones para trasladarse a México con el objetivo de felicitar al presidente Benito Juárez por su victoria y abogar por la vida del emperador Maximiliano de México, quien, de manera paradójica, ya había sido fusilado en Santiago de Querétaro el 19 de junio de 1867.
Es probable que Quevedo haya participado en las negociaciones relativas al conflicto limítrofe entre Bolivia y Brasil por la región del Acre, ya que fue enviado a la corte brasileña poco antes de la firma del Tratado de Ayacucho de 1867. Este acuerdo, negociado en septiembre de ese mismo año, reconoció la soberanía boliviana desde la confluencia de los ríos Mamoré y Beni, pero cedió derechos sobre el río Madeira, una zona que Quevedo conocía ampliamente por haber residido allí en condición de exiliado político hasta 1861. Durante ese tiempo, publicó varios opúsculos destacando la importancia estratégica y económica de la región.
En 1867, Quevedo gestionó la invitación oficial del gobierno boliviano al coronel e ingeniero estadounidense George Earl Church con el objetivo de impulsar un proyecto de navegación fluvial que facilitara el acceso de Bolivia al océano Atlántico. Quevedo, entonces figura influyente en el ámbito diplomático, promovió esta iniciativa como parte de una estrategia para fomentar el comercio boliviano a través de los ríos amazónicos. Posteriormente, participó como representante boliviano en las negociaciones limítrofes con Argentina, siendo firmante del tratado de 1868 que consolidó la soberanía boliviana sobre el departamento de Tarija.
En 1869, Quevedo fue enviado por el gobierno de Bolivia a proponer su mediación en la Guerra de la Triple Alianza entre Paraguay y Brasil, Argentina y Uruguay. Ese mismo año, también intervino en las discusiones sobre la disputa por el Chaco, firmando un protocolo que dejó la cuestión pendiente de resolución.
En 1870, Quevedo fue designado prefecto del departamento de Cochabamba y elegido senador por el departamento de Tarata. Ese mismo año presidió el Congreso Nacional reunido en Oruro, instancia que le confirió el ascenso al grado de general de brigada. El 5 de septiembre fue declarado Ciudadano Esclarecido de Bolivia como reconocimiento a sus destacados servicios a la patria en el ámbito diplomático. Asimismo, se le concedió el derecho a portar una medalla de honor con el escudo de la república en el centro.

### Revolución de Quevedo
Tras la caída de Melgarejo, el 15 de enero de 1871, Quevedo, uno de los favoritos del infame caudillo, emigró nuevamente al Perú y luego se trasladó a Chile, donde comenzó a conspirar incansablemente.
En 1872, Quintín Quevedo lideró la organización de una expedición revolucionaria con el objetivo de derrocar al presidente Agustín Morales. Desde el puerto de Valparaíso, adquirió de forma discreta un importante arsenal, que incluía rifles, carabinas, revólveres y municiones, y contrató las embarcaciones Paquete de Maule y María Luisa para transportar a su tropa. Contaba con un contingente de entre 60 y 80 exiliados bolivianos y aproximadamente 100 voluntarios de diversas nacionalidades, reclutados por distintos medios.
El 6 de agosto de 1872, la expedición arribó a la rada de Antofagasta, donde las tropas desembarcaron sin resistencia y tomaron el control de la ciudad. Las autoridades locales, tras una breve deliberación, decidieron no oponer resistencia y abandonaron el puerto a bordo del vapor chileno Lamar, junto a otros funcionarios públicos. La causa de Quevedo atrajo a numerosos residentes bolivianos desafectos al gobierno, lo que incrementó sus fuerzas a unos 350 hombres, entre los que se encontraban también entre 30 y 40 ciudadanos chilenos. Tras ocupar el puerto de Antofagasta, designó nuevas autoridades locales y exigió un empréstito de 10.000 bolivianos a empresarios mineros para financiar su campaña. Con sus fuerzas reforzadas, Quevedo intentó tomar Cobija, pero optó por desembarcar en Tocopilla y avanzar por tierra, con la intención de tomar el puerto por sorpresa.
Sin embargo, las fuerzas gubernamentales, lideradas por el prefecto Ruperto Fernández, reaccionaron rápidamente y se movilizaron desde Cobija. Tras varios días de desplazamiento, el 22 de agosto llegaron a Tocopilla, donde las tropas leales al gobierno enfrentaron brevemente a las fuerzas de Quevedo. La resistencia fue mínima y, al día siguiente, Quevedo depuso voluntariamente las armas y se asiló a bordo de la corbeta chilena Esmeralda, entregando también las embarcaciones que había utilizado en su expedición. Con este acto, puso fin a su fallida insurrección.

### Elecciones de 1873
A pesar de su derrota en la expedición de 1872, Quintín Quevedo participó como candidato en las elecciones generales de 1873. Su postulación representaba al grupo político de los melgarejistas, compuesto por antiguos partidarios del expresidente Mariano Melgarejo, quienes aspiraban a recuperar las tierras que habían sido devueltas a sus propietarios originales tras la caída del régimen, y que anteriormente habían sido otorgadas como recompensas a los aliados del caudillo.
En esos comicios, Quevedo compitió contra Adolfo Ballivián y Casimiro Corral, representantes de los sectores conocidos como rojos y corralistas, ambos vinculados a partidos considerados de orientación constitucionalista. Aunque su facción había sido recientemente derrotada, Quevedo intentó reorganizar al melgarejismo y reincorporarlo al escenario político boliviano a través de su candidatura presidencial. Tal como lo había prometido antes de su candidatura, Quevedo aceptó y reconoció al vencedor de las elecciones de 1873 como legítimo sucesor en la Presidencia de la República. El partido quevedista mantuvo cierta relevancia en la vida política del país tras las elecciones, y el propio Quintín Quevedo fue elegido diputado por el departamento de Cochabamba.

### Última derrota

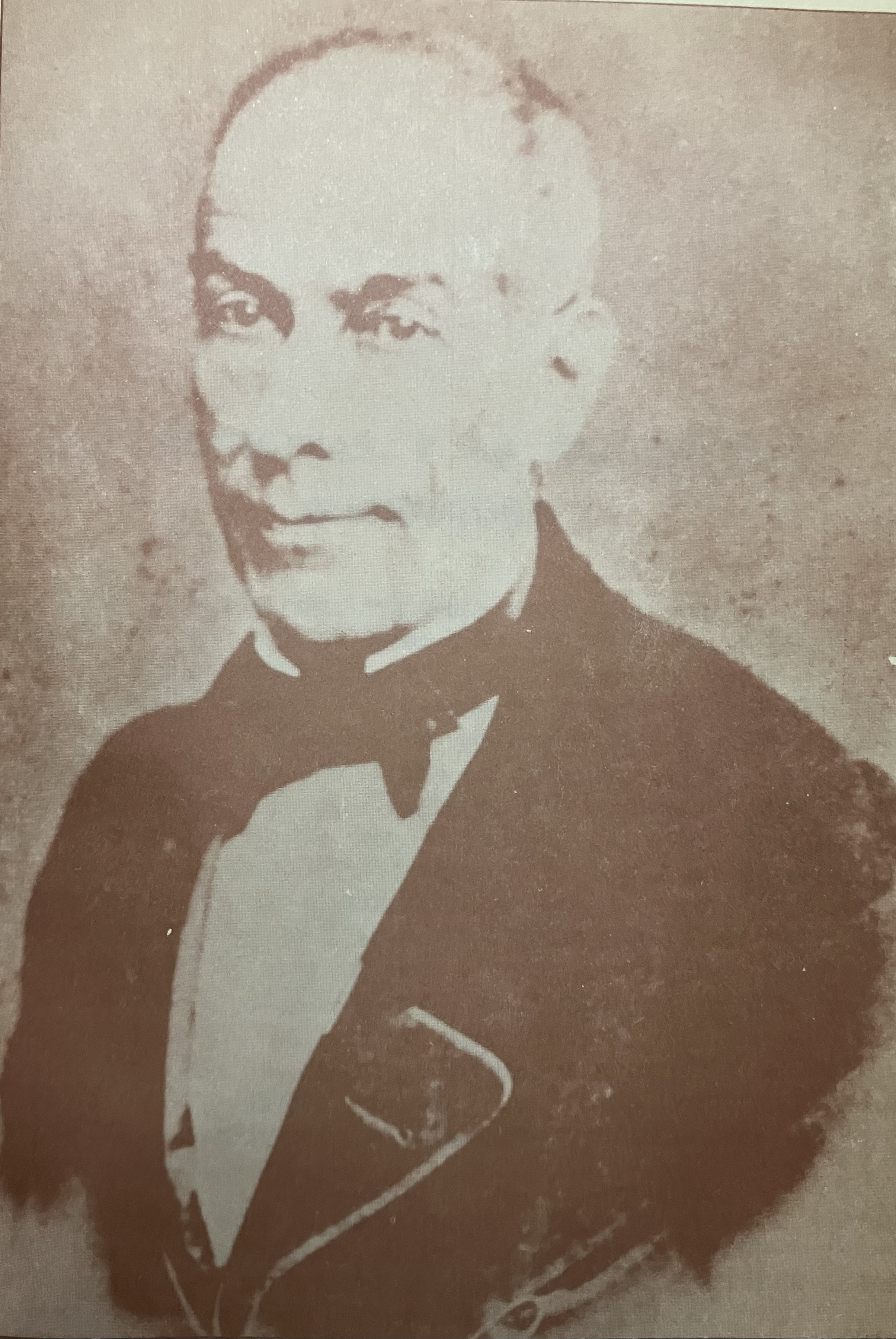
Tomás Frías lideró las fuerzas del gobierno y derrotó a Quevedo en Chacoma.

A pesar de su derrota en las elecciones de 1873, Quintín Quevedo no abandonó sus aspiraciones de alcanzar la Presidencia y continuó conspirando con mayor determinación. En diciembre de 1874, Quevedo, junto a su antiguo contendiente Casimiro Corral, encabezó un levantamiento armado contra el gobierno del presidente Tomás Frías. Con el objetivo de tomar el poder por la vía militar, Quevedo organizó una expedición desde La Paz, saliendo el 10 de enero de 1875 y posicionándose con sus tropas en los alrededores de Chacoma, a poca distancia de Viacha.
La expedición fue detectada por las autoridades del gobierno, que rápidamente movilizaron tropas hacia la localidad de Chacoma, donde se produjo el enfrentamiento decisivo el 18 de enero. Quevedo, quien se encontraba en una hacienda de la zona, fue sorprendido por el avance de las tropas leales al presidente Tomás Frías, comandadas por el coronel Juan Granier y reforzadas por el coronel Eliodoro Camacho. Tras los primeros disparos, los quevedistas intentaron resistir pero fueron rápidamente superados, cayendo más de cien muertos entre sus filas. A pesar de contar con superioridad numérica, las tropas de Quevedo fueron derrotadas tras una hora de combate, dejando 583 prisioneros y perdiendo su artillería y suministros. Quevedo logró huir inicialmente, pero poco después fue derrotado por completo. Esto marcó el fracaso definitivo del intento de Quevedo por acceder al poder mediante la insurrección armada.
Tras la victoria gubernamental, el presidente Frías entró en La Paz el 19 de enero, donde fue recibido con manifestaciones de respaldo. Quevedo, junto a otros líderes insurrectos como Corral, Lanza y Burgoa, fue procesado por la justicia tras la rebelión. Varios de ellos fueron condenados a muerte o sentenciados al presidio, entre ellos el propio Quevedo, quien recibió la pena capital. No obstante, logró exiliarse en la República del Perú, desde donde continuó sus esfuerzos políticos apoyando a su aliado Casimiro Corral en su intento por alcanzar el poder. Sin embargo, el golpe de Estado encabezado por el general Hilarión Daza lo marginó completamente del escenario político.

## Muerte y entierro
El general Quintín Quevedo falleció a sus 51 años el 24 de agosto de 1876 en la ciudad de Puno, Perú, donde residía en ese entonces. Mediante decreto supremo promulgado el 21 de noviembre de 1878, los restos de Quintín Quevedo fueron repatriados desde la ciudad de Puno a Cochabamba. La comitiva fúnebre arribó a La Paz el 9 de diciembre de ese mismo año, donde se le rindieron honores militares completos conforme a su rango.

## Obras
- Pequeño bosquejo de la provincia de Mojos en el departamento del Beni. Imprenta paceña, 1861[14]
- El Madera y sus cabeceras. Tip. de Quevedo, 1861[15]